# J-League Challenge Cup Sub-17
A J-League Challenge Cup Sub-17 (traduzido para o português como: Taça do Desafio da J-League Sub-17) é uma competição de categoria de base organizada pela Associação de Futebol do Japão juntamente com a Liga de Futebol do Japão. 
Com o objetivo de fomentar e promover jogadores de nível internacional, oferecer oportunidades para participar de competições internacionais e realizar convenções e interações internacionais, a primeira edição foi realizada em 2015.

## Visão geral
A J-League Challenge Cup Sub-17 é uma competição futebolística organizada pela Liga de Futebol Japonesa, a mesma que realiza a principal competição nacional do Japão, a J-League. Esta competição é uma das várias organizadas com os mesmos objetivos, tais como: J Youth Cup, J-League Challenge Sub-16, J-League Sub-14 e J-League Sub-13. Esses eventos tem como objetivo fomentar e promover jogadores de nível internacional e oferecer oportunidades para participar de competições internacionais. Os participantes locais são determinados pela J-League Challenge Sub-16, enquanto a organização convida os clubes estrangeiros, visando promover novas convenções internacionais.

## História
Organizada pela primeira em 2015, a competição teve oito participantes: Kashima Antlers, JEF United Chiba, Yokohama F. Marinos e Matsumoto Yamaga, todos representantes japoneses. Além dos estrangeiros: Chonburi (Tailândia), Ulsan (Coreia do Sul), PVF (Vietnã) e Zhejiang Greentown (China). Nesta edição, o Yokohama F. Marinos venceu o Matsumoto Yamaga e conquistou o título. Na disputa do terceiro lugar, o sul-coreano Ulsan derrotou o Kashima Antlers.
Em 2016, o regulamento se alterou e as equipes participantes se enfrentaram em um único grupo, no qual a melhor classificada conquistaria o título. Na ocasião, o Ulsan venceu suas oito partidas e sagrou-se campeão. Além do vice-campeonato, o Mamelodi Sundowns tornou-se o primeiro clube de outro continente a participar do torneio.
Na edição de 2017, os campeões de cada grupo se enfrentariam na final, no entanto, por conta de uma ameaça de tufão, os jogos do último dia foram cancelados e o regulamento teve que ser modificado. O Cruzeiro obteve a melhor campanha dentre todas e conquistou o título. Em 2018, o título foi conquistado por outro brasileiro, o São Paulo, que venceu o Suwon Samsung Bluewings na decisão.

### Títulos por clube
| Clube                   | Títulos  | Vices           | Terceiro lugar | Quarto lugar |
| ----------------------- | -------- | --------------- | -------------- | ------------ |
| Ulsan                   | 1 (2016) | —               | 1 (2015)       | —            |
| Yokohama F. Marinos     | 1 (2015) | —               | —              | 1 (2017)     |
| Cruzeiro                | 1 (2017) | —               | —              | —            |
| São Paulo               | 1 (2018) | —               | —              | —            |
| Suwon Samsung Bluewings | —        | 2 (2017 e 2018) | —              | —            |
| Matsumoto Yamaga        | —        | 1 (2015)        | —              | 1 (2016)     |
| Mamelodi Sundowns       | —        | 1 (2016)        | —              | —            |
| Cerezo Osaka            | —        | —               | 1 (2016)       | —            |
| Chivas Guadalajara      | —        | —               | 1 (2017)       | —            |
| Gamba Osaka             | —        | —               | 1 (2018)       | —            |
| Kashima Antlers         | —        | —               | —              | 1 (2015)     |
| Real Sociedad           | —        | —               | —              | 1 (2018)     |

### Títulos por países
| Clube         | Títulos         | Vices           | Terceiro lugar  | Quarto lugar          |
| ------------- | --------------- | --------------- | --------------- | --------------------- |
| Brasil        | 2 (2017 e 2018) | —               | —               | —                     |
| Coreia do Sul | 1 (2016)        | 2 (2017 e 2018) | 1 (2015)        | —                     |
| Japão         | 1 (2015)        | 1 (2015)        | 2 (2016 e 2018) | 3 (2015, 2016 e 2017) |
| África do Sul | —               | 1 (2016)        | —               | —                     |
| México        | —               | —               | 1 (2017)        | —                     |
| Espanha       | —               | —               | —               | 1 (2018)              |